# Цзюньчэнь
Цзюньчэнь (кит. трад. 軍臣, упр. 军臣, пиньинь Jūnchén) — шаньюй хунну с 161 года до н. э. по 126 год до н. э.. Сын Лаошана. Активно воевал с Китаем. В его правление хунну добились наибольшего усиления, но в конце начался упадок.

## Правление
Вступив на престол, Цзюньчэнь получил от Хань Вэнь-ди изъявление мира и родства. Но в 158 году до н. э. Цзюньчэнь вторгся в области Шанцзюнь (в Шаньси) и Юньчжун (в Ордосе), хунну атаковали двумя армиями по 30 000 воинов в каждой. Хунну грабили и брали пленных, не задерживаясь подолгу. Китайский двор выслал три армии в Бэйди (Хэбэй), в Гоучжу, в Чжао у реки Фэйкукоу, и ещё трёх генералов определили для охраны Чанъани: с запада в Чилю, в Цзимэнь у Вэйхэ и в Башан.
Хунну вторглись в область Дай (Чжили) и подошли к горам Гоучжу, но теперь китайская армия была наготове и через систему сигнальных огней информация о набеге дошла до Чанъани. Хунну успели отступить, пока китайская армия собиралась для войны. В 157 скончался Хань Вэнь-ди и Хань Цзин-ди вступил на престол в 156.
В 156 Цзюньчэнь принял посла от князя области Чжао (в Чжили) с предложением сдачи. В 154 году князья областей У и Чу взбунтовались и решили соединиться с Чжао и перейти к хуннам. Император послал войска для захвата Чжао, мятеж князей подавил. После этого Цзюньчэнь решил заключить мир с Хань Цзин-ди. В 152 Цзюньчэнь женился на китайской царевне и хунну получили права пограничного торга с китайцами. Несмотря на мелкие грабежи хуннов, между государствами был мир.
В 140 году императором Китая стал великий Лю Чжи — Хань У-ди (Император-воин). В 140 он подтвердил мир и родство с Цзюньчэнем, послал дары и разрешил пограничный торг. Со временем Цзюньчэнь проникся очарование китайской культуры и перенёс свою ставку ближе к Великой Стене.
В 138 году до н. э. шаньюю было доставлено посольство Чжан Цяня, отправленное к юэчжам. Шаньюй задержал посольство на 10 лет, под тем предлогом, что Хань не пропустило бы посольство хунну в Юэ.
Китайское правительство решило поймать шаньюя в ловушку. Не И, житель Маи (в Шаньси), по поручению правительства стал незаконно торговать с хуннами и обещал шаньюю открыть ворота Маи. Цзюньчэнь поверил и в 133 со 100 000 воинов перешёл границу у Учжоу. У Маи была спрятана 300 000 китайская армию. Министр (Юй-ши Да-фу) Хань Аньго был командующем авангарда, ещё 4 армии стояло позади. Цзюньчэнь стал подозревать неладное, увидев множество скота и нигде не было пастухов. Цзюньчэнь решил напасть на пограничный пост. Во время нападения в плен попал Юйши (офицер пограничных войск) и он открыл Цзюньчэню план засады. Цзюньчэнь вернулся в степи и наградил пленного офицера титулом Небесный Князь.
Поняв, что шаньюй ушёл, китайский полководец Ван Куй покончил с собой (или был казнён), так как ответственность за операцию лежала на нём. Хунну стали яростно атаковать границу, хотя торговля на пограничных рынках не прекращалась. В 129 4 китайских армии, по 10 000 конницы в каждой должны были напасть на приграничные рынки. Генерал Вэй Цин выступил из Шангу в Чжили и дойдя до Чунчна пленил 700 хунну. Гунсунь Хэ вышел их Юньчжуна, никого не захватил. Гунсунь Ао вышел из Дайцзюнь, хунну разбили его, из 10000 осталось 3000. Ли Гаунь вышел из Яньмэня, хунну пленили его. Позже от бежал, но в Китае его лишили чинов, также как и Гунсунь Ао. В этом году хунну атаковали границу, напали на Юйян. Для защиты Юйяна туда был направлен Хань Аньго.
В 128 Цзюньчэнь приказал 20 000 конникам напасть на Ляоси. Губернатор был убит, 2 000 человек пленены. В Яймыне хунну захватили 1 000 человек. У-ди повелел Вэй Цину выступить из Яньмэня с 30 000 конницы, а Лю Си из Дайцзюня. В 127 они атаковали хуннов и пленили несколько тысяч человек. Вэй Цин совершил переход из Юньчжуна на запад в Лунси. Он атаковал союзных хунну князей Лоуфань и Байян в Ордосе, пленил несколько тысяч человек, угнал миллион голов скота. В 126 в Ордосе был построен город Шофан и восстановлен участок древней границы, но пришлось отдать хуннам область Цзяоян в Доуби в Шангу. В 126 умер Цзюньчэнь, Ичжисе сам объявил себя шаньюем.